# أريداي كابريرا
أريداي كابريرا سواريز (26 سبتمبر 1988)، المعروف باسم أريدا، هو لاعب كرة قدم إسباني، يلعب كجناح لنادي إنتر كلوب ديسكالديس [الإنجليزية].

## روابط خارجية
- أريداي كابريرا على موقع قاعدة بيانات كرة القدم.إي يو (الإنجليزية)
- أريداي كابريرا على موقع Soccerway.com (الإنجليزية)
- أريداي كابريرا على موقع عالم كرة القدم.نت (الإنجليزية)
- أريداي كابريرا على موقع AS.com (الإسبانية)